# جان دوو
جان دوو (انگلیسی: Johann Duveau؛ زادهٔ ۲۸ مهٔ ۱۹۷۸) بازیکن فوتبال اهل فرانسه است.
از باشگاه‌هایی که در آن بازی کرده‌است می‌توان به باشگاه فوتبال سن-اتین، باشگاه فوتبال تورپدو مسکو، باشگاه فوتبال والنسین، و باشگاه ورزشی ماریتیمو اشاره کرد.